# Akira Matsunaga (futbolista nacido en 1948)
Akira Matsunaga (松永 章 Matsunaga Akira?,  nacido el 8 de agosto de 1948 en Shizuoka) es un exfutbolista japonés que se desempeñaba como delantero.
Matsunaga jugó 10 veces y marcó 2 goles para la Selección de fútbol de Japón entre 1973 y 1976.

## Trayectoria

### Clubes
| Club    | País  | Año         |
| ------- | ----- | ----------- |
| Hitachi | Japón | 1971 - 1982 |

### Selección nacional
| Selección | País  | Año         |
| --------- | ----- | ----------- |
| Absoluta  | Japón | 1973 - 1976 |

## Estadística de equipo nacional
| Selección de Japón | Selección de Japón | Selección de Japón |
| Año                | Part.              | Goles              |
| ------------------ | ------------------ | ------------------ |
| 1973               | 3                  | 0                  |
| 1974               | 0                  | 0                  |
| 1975               | 0                  | 0                  |
| 1976               | 7                  | 2                  |
| Total              | 10                 | 2                  |

## Palmarés

### Títulos nacionales
| Título                   | Club    | País  | Año  |
| ------------------------ | ------- | ----- | ---- |
| Japan Soccer League      | Hitachi | Japón | 1972 |
| Copa del Emperador       | Hitachi | Japón | 1972 |
| Copa del Emperador       | Hitachi | Japón | 1975 |
| Copa Japan Soccer League | Hitachi | Japón | 1976 |

### Distinciones individuales
| Distinción                  | Año  |
| --------------------------- | ---- |
| Japan Soccer League Best XI | 1972 |
| Japan Soccer League Best XI | 1973 |
| Japan Soccer League Best XI | 1974 |
| Japan Soccer League Best XI | 1975 |